# Café Borsberg

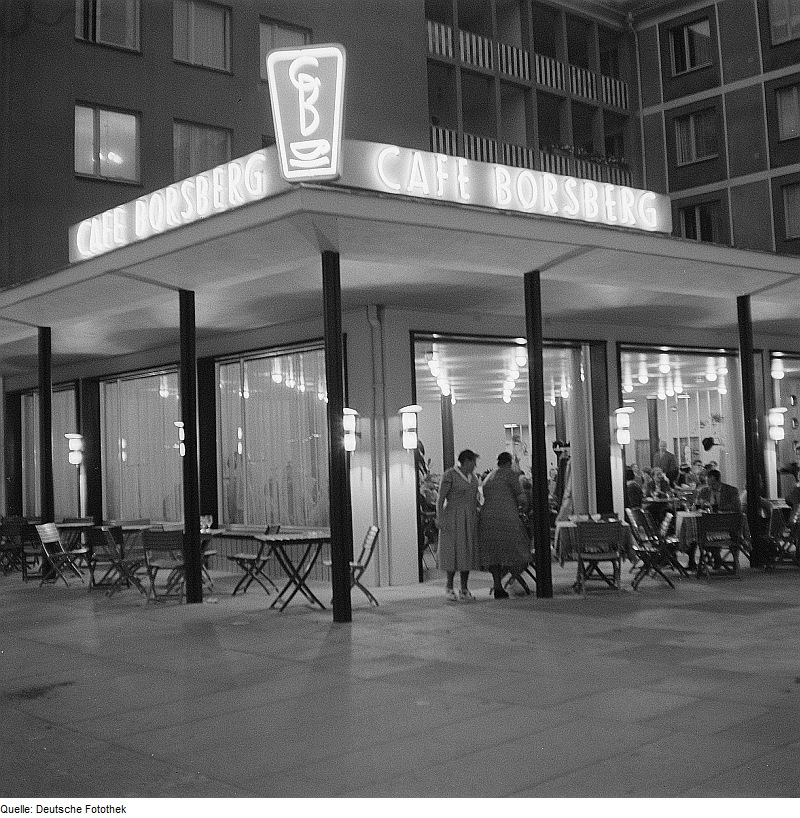
Café Borsberg an der Borsbergstraße Ecke Tittmannstraße in Dresden

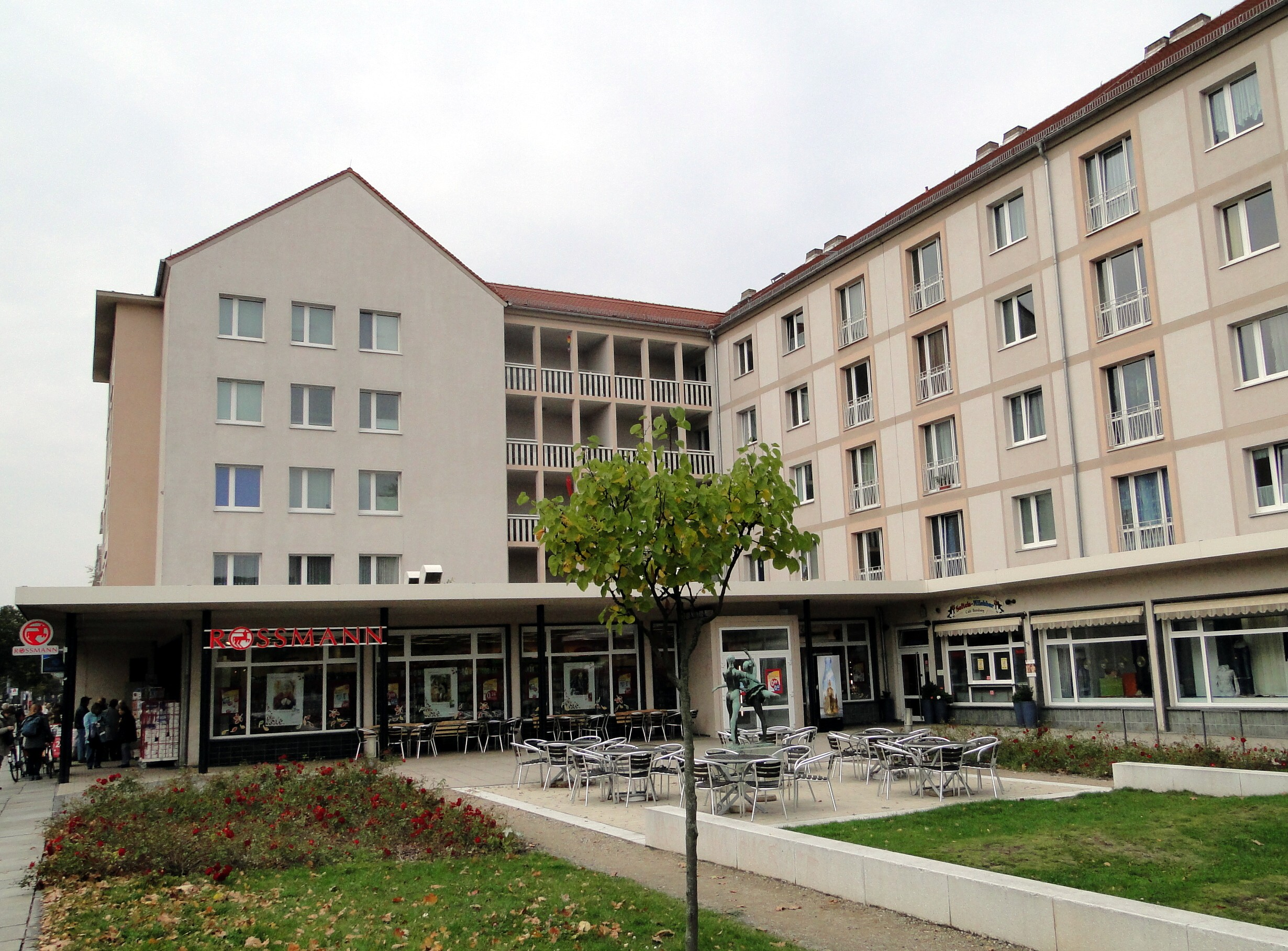
Das ehemalige Café Borsberg 2009

Das Café Borsberg war ein Café im Dresdner Stadtteil Striesen. Das bis heute bestehende Cafégebäude auf der Borsbergstraße 31–33 steht unter Denkmalschutz.

## Geschichte
Das Café Borsberg eröffnete am 1. September 1959. Der Name war zuvor bei einem Preisausschreiben unter der Dresdner Bevölkerung ermittelt worden. Im Laufe der Jahre wandelte sich das Café zu einer Wohngebietsgaststätte. Oft mussten Gäste wegen Überfüllung warten und wurden platziert. Bekanntheit erlangte das Café durch den Film Geliebte weiße Maus (1964) als Arbeitsplatz der weiblichen Hauptfigur Helene Bräuer, gespielt von Karin Schröder.
Das Ende der 1980er Jahre restaurierte Café wurde mit der Wende in den 1990er-Jahren geschlossen. Zurzeit (2024) befindet sich in dem Gebäude ein Drogerie-Markt der Rossmann-Handelskette.

## Das Gebäude
Das Gebäude des Café Borsberg entstand im Zuge der Neubebauung der Borsbergstraße in den 1950er-Jahren. Es ist ein eingeschossiges Gebäude, das der Borsbergstraße 29c vorgelagert ist. Es war für seine technischen Neuheiten bekannt, so für die im Boden versenkbaren großflächigen Fensterscheiben, wodurch Veranda und Café eine räumliche Einheit bildeten. Auf dem Vorplatz des Cafés wurde die Skulptur „Tänzerpaar“ von Magdalene Kreßner, die zwei Balletttänzer zeigt, aufgestellt.